# Mikaël Ollivier

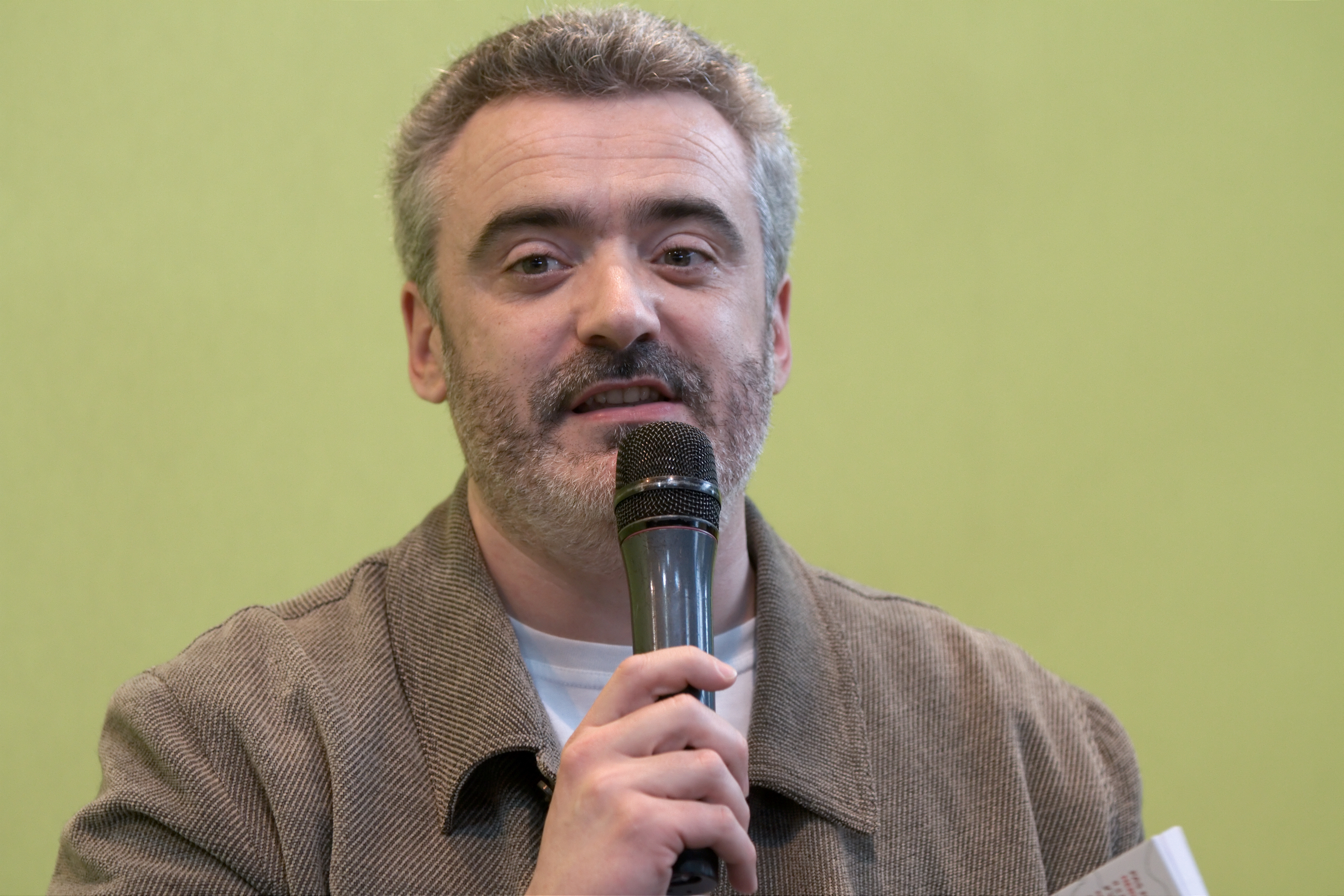
Mikaël Ollivier (2010)

Mikaël Ollivier (* 22. März 1968 in Versailles) ist ein französischer Schriftsteller und Drehbuchautor.
Ollivier besuchte nach seinem Musikstudium die Filmhochschule in Paris und arbeitete einige Jahre beim Fernsehen.
Seit seinem 25. Lebensjahr ist er als freier Autor tätig. Er schreibt Drehbücher fürs Fernsehen und Romane für Kinder und Erwachsene.
Er wurde im Jahr 2002 u. a. mit dem »Prix des lecteurs« der Stadt Le Mans, dem »Prix L’Eté du livre« der Stadt Metz, dem »Prix Henry-Martin du Festi’livres 2002« dem »Prix des Incomptibles«, dem »Prix Farnieste« und dem »Prix la Luciole« ausgezeichnet.
Ollivier verfasste  mehr als 30 Bücher für Kinder und Erwachsene, welche teilweise von Maren Partzsch ins Deutsche übersetzt worden sind.